# Abdelbacet Becheikh
Abdelbacet Becheikh, né le 6 septembre 1941 à Tunis, est un homme politique tunisien, élu membre de l'assemblée constituante, comme représentant du parti islamiste Ennahdha dans la circonscription de la Manouba, entre 2011 et 2014.
Il est membre des commissions suivantes :  
- Commission des instances constitutionnelles ;
- Commission des affaires de l'éducation ;
- Commission des martyrs et blessés de la révolution et de l'amnistie.